# Порин (нагорода)
Порин (хорв. Porin) — хорватська музична премія заснована Хорватською фонографічною асоціацією, Спілкою хорватських музикантів, Хорватським телерадіо і Хорватською спілкою композиторів.